# Szepesmindszent
Szepesmindszent (szlovákul: Bijacovce, németül: Biazowitz/Betendorf) falu Szlovákiában, az Eperjes megye Lőcsei járásában.

## Fekvése
Szepesváraljától 4 km-re északkeletre, a Branyiszkó-hegység nyugati oldalán található.

## Története
A régészeti leletek tanúsága szerint területén már a bronzkorban is éltek emberek.
A település a 12. század végén keletkezett. Az első falu a tatárjárás során elpusztult és ezt követően németekkel telepítették újra. 1258-ban „terra Bech” néven említik először, a Szepesi vár uradalmához tartozott. 1264-ben „Omnium Sanctorum”, 1278-ban „villa Beche” illetve „villa omnium Sanctorum”, 1283-ban „Bechfolua”, 1349-ben „Mendzenth”, 1352-ben „villa Omnium Sanctorum” néven írják. A 15. században a Szapolyai család birtokaként Szepes várának tartozéka. Később a Szapolyaiakon kívül a Thurzók és Csákyak voltak birtokosai. 1452-ben „Peterdorf”, 1537-ben „Bethania” a település neve. 1710-ben pestisjárvány pusztított. 1749 és 1780 között sóraktár állt a településen. 1773-ban „Biaczowcze” alakban szerepel a korabeli forrásokban. 1787-ben 75 házában 596 lakos élt.
A 18. század végén Vályi András így ír róla: „MINTSZENT. vagy Biaczovecz. Tót falu Szepes Várm. földes Ura G. Csáky Uraság, a’ kinek épűlete díszesíti, lakosai katolikusok, fekszik Kirkedorfhoz 1/2 órányira, szántó földgyei néhol soványak, és néhol nedvesek, réttyei jók, legelője elég, fája van mind a’ két féle, piatzozása is közel.”
1828-ban 84 házát 605-en lakták. Lakói mezőgazdasággal, fuvarozással foglalkoztak, valamint a vár szolgálónépei voltak. 1831-ben kolerajárvány pusztított, majd a sanyarú viszonyok miatt ezen a részen is parasztlázadás tört ki, melyet a katonaság vert le. 1835-ben tűzvész pusztított.
Fényes Elek 1851-ben kiadott geográfiai szótárában így ír a faluról: „Mindszent Biaczovecz, tót falu, Szepes vmegyében, Korotnokhoz 1/2 órányira: 605 kath. lak. Kath. paroch. templom, szép emeletes kastély. Vizimalom, termékeny határ. F. u. gr. Csáky Károlyné.”
A trianoni diktátum előtt Szepes vármegye Szepesváraljai járásához tartozott.
1918 után a Csáky család itteni birtokait felosztották a szlovákok között. Lakói később főként a környékbeli üzemekben dolgoztak.

## Népessége
| Év:            | 1994. | 2004.   | 2014.    | 2024.   |
| -------------- | ----- | ------- | -------- | ------- |
| Emberek száma: | 775   | 838     | 929      | 971     |
| Eltérés:       |       | +8,12 % | +10,85 % | +4,52 % |

| Év:            | 2023. | 2024.   |
| -------------- | ----- | ------- |
| Emberek száma: | 970   | 971     |
| Eltérés:       |       | +0,10 % |

- 1910-ben 567, túlnyomórészt szlovák lakosa volt.
- 2001-ben 818 lakosából 800 szlovák volt.
- 2011-ben 898 lakosából 768 szlovák és 90 cigány.

## Nevezetességei

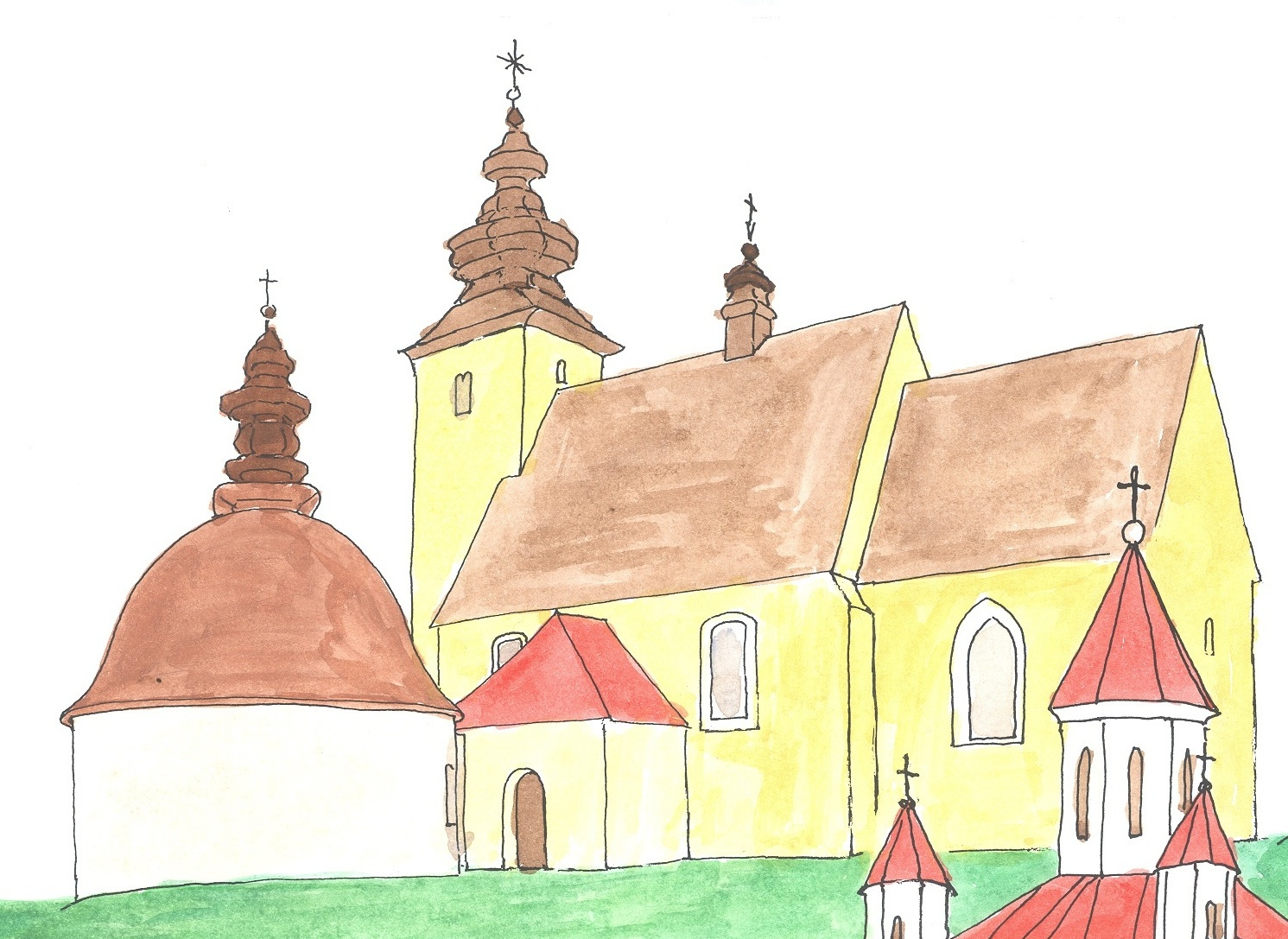
Szepesmindszent Árpád kori temploma dél felől tekintve, balra pedig a rotunda látható.

- A Mindenszentek tiszteletére szentelt gótikus temploma 1260 körül épült, a 14. században hajóval és toronnyal bővítették, 1402-ben átalakították, ekkor készültek freskói is. A korai templom Szent László-legenda freskói egy későbbi átépítéskor a padlásszintre kerültek. Ma a karzaton és a nyugati tornyon keresztül juthatunk föl a templom padlására, ahol néhány részlet még látható a Szent László-legendából.
- A temetőben, a templom mellett, Szent Kozma és Damján tiszteletére szentelt, a 13. század első felében épített román stílusú körkápolna áll. Ilyen épületegyüttest találunk még Bényben (Kisbény, Bina), Jákon és több előfordulása maradt fenn Európában is. Legismertebb a firenzei és a pisai dóm az előtte álló rotundával, amit keresztelőkápolnaként említenek. Egykor ezek a körtemplomok voltak a helység parókiális templomai.
- Nagyméretű barokk kastélyát a Csákyak építtették 1780-ban, a Szepesi vár leégése után. Bejárata fölött Vörösmarty Mihály Ősök című verse díszelgett.
- A Szentháromság-kápolna az 1710. évi pestisjárvány áldozatainak emlékére épült.
- A faluban a népi építészet számos szép emléke látható.

## Híres emberek
- gróf Csáky Károly (1873-1945) honvédelmi miniszter.

## Lásd még
- Körtemplom
- László-legenda
- Székelyderzs
- Tereske
- Zsigra
- Türje
- Bántornya
- Kakaslomnic
- Vizsoly
- Ócsa
- Bögöz